# Laguna Aguallamaya
Aguallamaya es una laguna poco profunda de agua dulce en el Altiplano de Bolivia. Administrativamente se encuentra en el municipio de San Andrés de Machaca de la provincia de Ingavi en el departamento de La Paz. La laguna es producto del desbordamiento del río Desaguadero, esta laguna se encuentra a la salida del río Desaguadero del lago Titicaca, tiene una superficie aproximada de 96 km², tiene una longitud máxima de 30 kilómetros y una anchura máxima de 6,60 kilómetros.